# پیترو ماسکانی
پیترو ماسکانی (انگلیسی: Pietro Mascagni) یک آهنگساز کلاسیک اپرای اهل ایتالیا بود. او از اهالی لیورنو بود و کارهایش مضمونی رمانتیک داشت. معروف‌ترین اثر او اپرای تک‌پرده‌ای غیرت روستایی است که در ۱۷ مه ۱۸۹۰ بر روی صحنه رفت.